# 鑁阿寺
鑁阿寺（ばんなじ）是位在栃木縣足利市的真言宗大日派之本山。以「足利氏宅跡（鑁阿寺）」之名指定為國之史跡。

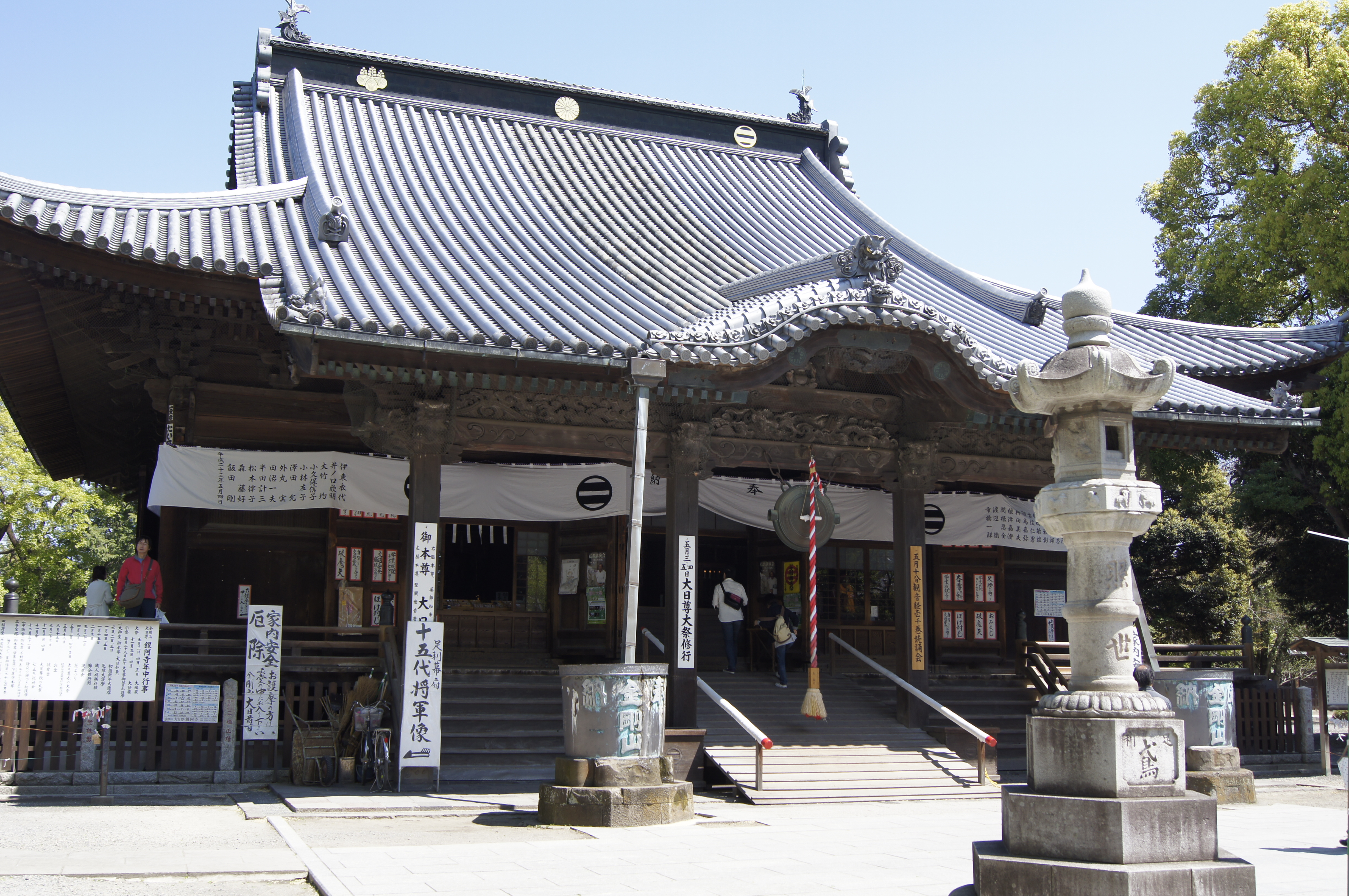
本堂

## 外部連結
- 鑁阿寺 （页面存档备份，存于）
- 国指定文化財等データベース （页面存档备份，存于）